# Oligia anomalata
Oligia anomalata là một loài bướm đêm trong họ Noctuidae.